# Chapelle Saint-Fiacre de Radenac
La Chapelle Saint-Fiacre de Radenac est située sur la commune de Radenac dans le Morbihan.

## Historique

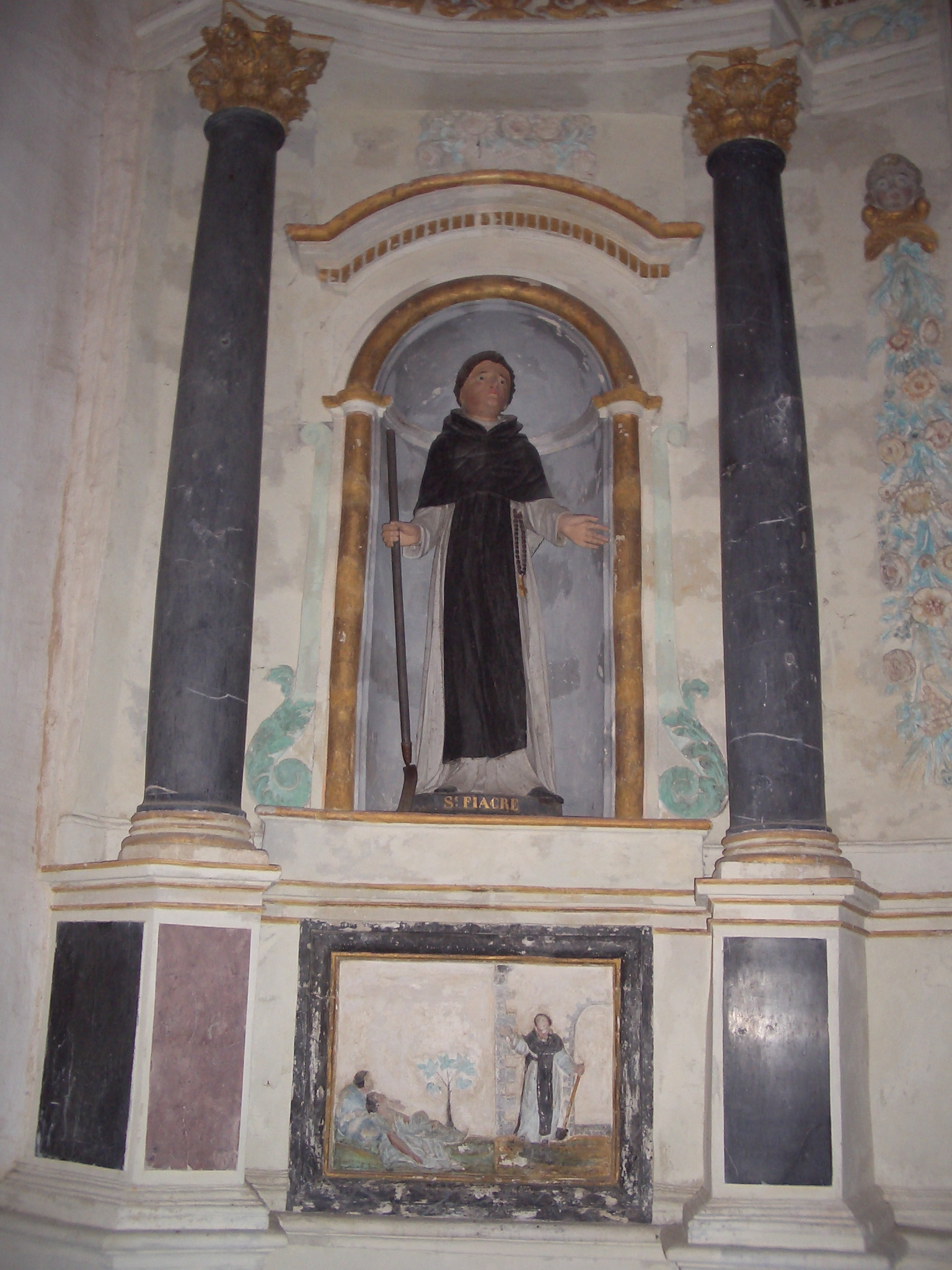
Autel dans la chapelle de Saint Fiacre de Radenac

La chapelle Saint-Fiacre aurait été construite par les Templiers ou les Chevaliers de Saint-Jean de Jérusalem ; elle présente la particularité d'être double avec ses deux chœurs et ses deux nefs séparées de lourds piliers et ses deux portails. Sa nef principale est de style gothique, la nef latérale datant du XVIe siècle. La pierre tombale d'un seigneur de Lantivy (en habit de chevalier) se trouve dans le transept
Le "Bulletin de la Société polymathique du Morbihan" a publié en 1941 un article détaillé sur la chapelle, la confrérie et la fontaine de Saint-Fiacre de Radenac.

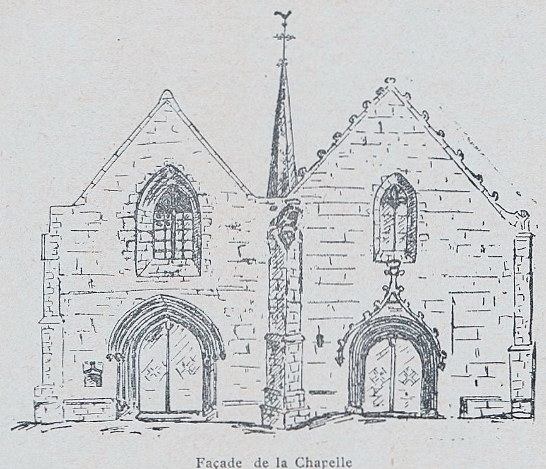
Dessin de la façade de la chapelle Saint-Fiacre de Radenac publié en 1941 (par P. Martin, recteur de Réguiny).

La chapelle fait l’objet d’un classement au titre des monuments historiques depuis le 24 février 1931.